# جحافل الشرق

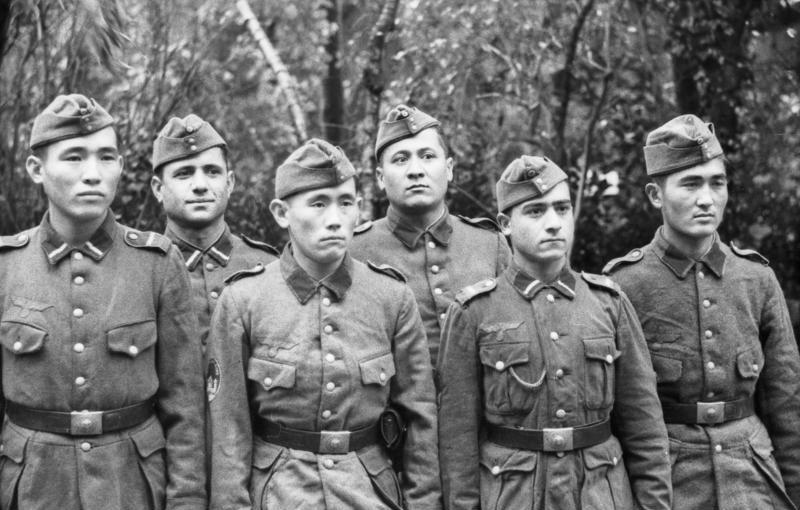
أفراد من الفيلق التركستاني في فرنسا حوالي عام 1943

جحافل الشرق Ostlegionen ("الجحافل الشرقية")، و Ost-Bataillone ("الكتائب الشرقية")، و Osttruppen ("القوات الشرقية")، وOsteinheiten ("الوحدات الشرقية") وحدات في جيش ألمانيا النازية خلال الحرب العالمية الثانية التي تم تاسيسها لتضم الأفراد من البلدان التي تشكل الاتحاد السوفيتي. مثلوا مجموعة فرعية رئيسية ضمن عدد أكبر من المتطوعين والمجندين الأجانب في الفيرماخت.

## خلفية
تم تجنيد بعض أعضاء وحدات جحافل الشرق أو إكراههم على الخدمة: تطوع آخرون. وكان العديد منهم من أفراد الاتحاد السوفيتي السابق، الذين تم تجنيدهم من معسكرات أسرى الحرب. كانت وحدات جحافل الشرقتتمركز في كثير من الأحيان بعيدًا عن الخطوط الأمامية وتستخدم في أنشطة الدفاع الساحلي أو في المناطق الخلفية، مثل العمليات الأمنية، وبالتالي تحرير القوات الألمانية النظامية للخدمة على الخطوط الأمامية. كانوا ينتمون إلى نوعين متميزين من الوحدات:
- كانت Ost-Bataillone مؤلفة من جنسيات مختلفة، معظمهم من أسرى الحرب (POW) الذين تم أسرهم في أوروبا الشرقية، والذين تم تشكيلهم في وحدات بحجم الكتيبة، والتي تم دمجها بشكل فردي في التكوينات القتالية الألمانية، و
- كانت Ostlegionen أكبر وحدات من الفيالق الأجنبية التي نشأت بين أفراد أقلية أو أقليات عرقية معينة، وتتألف من كتائب متعددة.

يواجه أعضاء Osteinheiten عادة الإعدام أو عقوبة السجن القاسية، إذا تم القبض عليهم من قبل القوات السوفيتية أو أعيدوا إلى الاتحاد السوفياتي من قبل الحلفاء الغربيين.

## أوست-Bataillone

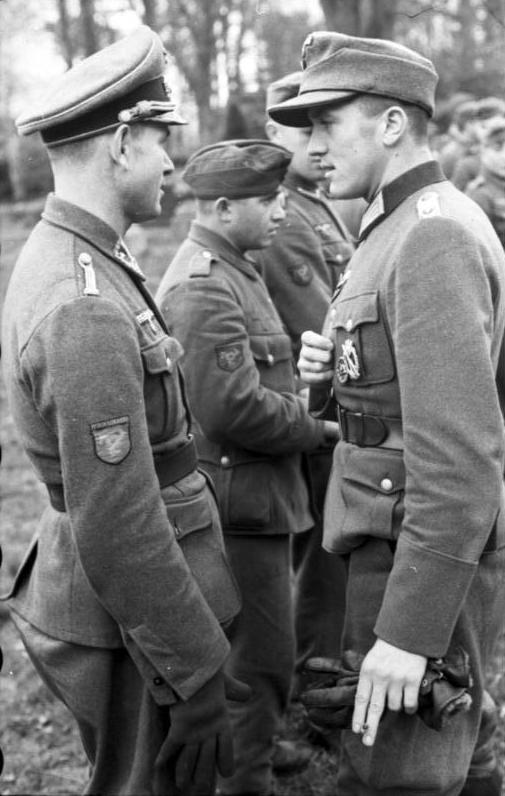
أعضاء فيلق شمال القوقاز في فرنسا خلال عام 1943.

ارتدى Ost-Bataillone الزي وأستخدمو المعدات الألمانية وتم دمجهم في التشكيلات الألمانية الأكبر. لقد بدأوا كمبادرات خاصة للقادة العسكريين الأفراد، لكن في نهاية المطاف أصبحوا رسميين وفي أواخر عام 1943، ضمو 427000 فرد، [بحاجة لمصدر] قوة تعادل 30 فرقة ألمانية. تم استخدام معظمهم على الجبهة الشرقية وفي البلقان.
خلال عام 1944، تمركز عدد من أوست باتيلون في شمال فرنسا، تحسبا لغزو الحلفاء لأوروبا الغربية. الوحدات التي قاتلت في نورماندي ضد الحلفاء عملية أفرلورد كانت جزءًا من فرق المشاة الثابتة الألمانية رقم 243 و709، المتمركزة بالقرب من شواطئ يوتا ويونو وسورد. كان Ost-Bataillone حاضرًا أيضًا في جنوب فرنسا، خلال عمليات إنزال الحلفاء التي أطلق عليها اسم عملية دراغون (أغسطس 1944).

## Ostlegionen
| اسم الوحدة                                                            | الحجم والتكوين |
| --------------------------------------------------------------------- | --- |
| وصلة= جيش التحرير الروسي                                              | المعروف باسم "جيش فلاسوف"؛ تشكيل بحجم فيلق يتألف معظمهم من المواطنين السوفيات تحت قيادة الجنرال السوفيتي السابق أندريه فلاسوف.                                                                                              |
| وصلة= جيش التحرير الأوكراني                                           | الوحدات الأوكرانية المختلفة، حوالي 180,000 فرد. |
| وصلة= فرقة الفرسان القوزاق الأولى                                     | فرقة الفرسان تتكون من المتطوعين القوزاق. نقل في عام 1945 من الفيرماخت إلى فافن إس إس. |
| وصلة= الفيلق الجورجي                                                  | 14 كتيبة، تتكون من الجورجيين. |
| وصلة= الفيلق الأرمني                                                  | 11 كتيبة تتكون من الأرمن. |
| وصلة= الفيلق الاذربيجاني                                              | في البداية، تم ضم الأذربيجانيين إلى فيلق كوكاكيش-محمدانيش حتى عام 1942 عندما تم تشكيل جوقة منفصلة مؤلفة من أذربيجان فقط. |
| وصلة= الفيلق القوقازي المحمدي                                         | مؤلف من الشراكسة وداغستانيين، والشيشان ، إنغوش، وليزغينز. |
| وصلة=\| فيلق Nordkaukasien فيلق شمال القوقاز / فيلق القوقاز في الجبال | تكون من الأبخاز، الشركس، القبردي، بلكار، القراشاي، الشيشان، الأنغوش، داغستان، الأكراد، طاليون، وشمال أوسيتيا، وفصلها عن الفيلق القوقازي المحمدي وفقا لترتيب 19 فبراير 1942.                                                 |
| الفيلق التركستاني                                                     | 34 كتيبة، مؤلفة من التركمان والأوزبك والكازاخ وجنسيات أخرى في آسيا الوسطى ؛ لقد رأوا أن الفرقة الرومانية الـ 162 في يوغوسلافيا وإيطاليا .                                                                                   |
| وصلة=\| verel ural ver1 آيدل-فيلق الأورال                             | مؤلف من متطوعين من شعوب أيدل - الأورال بما في ذلك التتار والباشكير وتشوفاش وأدمورتس ووموردفين. |
| وصلة= فرقة فريويليجن-ستام ( شعبة المتطوعين المنتظمة )                 | تأسست في عام 1944، وتتألف من الأتراك والأذربيجانيين والجورجيين، والقوزاق والأرمن والمتطوعين السوفيات الآخرين، موزعيين على خمسة أفواج. شاركت في عمليات معادية لثوار ضد المقاومة الفرنسية. معروف بمذبحة دورتان في يوليو 1944. |

## قائمة المراجع
- Kedward، Harry Roderick (1993). In Search of the Maquis : Rural Resistance in Southern France 1942–1944:. Clarendon Press. ISBN:978-0191591785.
- Lieb, Peter (2007). Konventioneller Krieg oder NS-Weltanschauungskrieg. Kriegführung und Partisanenbekämpfung in Frankreich 1943/44 [Conventional or NS-ideological war. Warfare and anti-partisan fighting in France 1943/44] (بالألمانية). R. Oldenbourg Verlag. ISBN:978-3486579925.
- Thomas، Nigel (2000). The German Army 1939–45 (5): Western Front 1943–45: Western Front, 1944–45 v. 5 (Men-at-Arms). Osprey Publishing. ISBN:978-1855327979.